# ديني تشين
ديني تشين (بالإنجليزية: Denny Chin)‏ هو قاضي ومحامي أمريكي، ولد في 1954 في كولون في الصين.